# Мисовська
Мисо́вська (рос. Мысовская) — присілок у складі Лузького району Кіровської області, Росія. Входить до складу Папуловського сільського поселення.
Населення становить 9 осіб (2010, 8 у 2002).
Національний склад станом на 2002 рік — росіяни 100 %.

## Відомі люди
У присілку народився Герой Радянського Союзу Алферов Іван Прокопович, якому у 1990-их роках тут встановлено пам'ятний знак.